# Nyctimus bistriatus
Nyctimus bistriatus Thorell, 1877 è un ragno appartenente alla famiglia Thomisidae.
È l'unica specie nota del genere Nyctimus.

## Distribuzione
L'unica specie oggi nota di questo genere è stata rinvenuta sulle isole di Sumatra e di Sulawesi

## Tassonomia
Dal 1877 non sono stati esaminati altri esemplari, né sono state descritte sottospecie al 2014.